# César Heylen
César Joseph Louis Heylen (Overpelt, 16 maart 1913 - 21 februari 1993) was een Belgisch senator.

## Levensloop
Hij was een zoon van Jozef Heylen en Marie Vangerven. Hij trouwde in 1941 en het gezin telde veertien kinderen.
Van 1925 tot 1930 was hij actief in de scoutsbeweging en was medeoprichter van een KAJ-afdeling in Leopoldsburg. Tussen 1931 en 1941 was hij gewestleider en provinciaal voorzitter van de KAJ in zijn gemeente.
Hij studeerde niet verder dan de 2de wetenschappelijke aan het Sint-Michielsinstituut in Leopoldsburg en van 1929 tot 1934 was hij bediende in de glasfabriek van Mol. Van 1935 tot 1940 was hij propagandist voor de Gazet van Antwerpen in Limburg. Van 1940 tot 1944 was hij hoofd van de ravitailleringsdienst in Leopoldsburg. Van 1945 tot 1961 was hij propagandist voor de LBC, het ACW en de CM.
Na de oorlog werd hij lid van het arrondissementeel hoofdbestuur van de CVP en kantonnaal secretaris van CVP Beringen. In 1946 werd hij gemeenteraadslid van Leopoldsburg en van 1958 tot 1964 was hij er schepen. Hij was ook provincieraadslid van Limburg van 1946 tot 1961.
In 1961 werd hij verkozen in de Senaat als rechtstreeks gekozen senator voor het arrondissement Hasselt-Tongeren-Maaseik en vervulde dit mandaat tot in 1974. In de periode december 1971-maart 1974 had hij als gevolg van het toen bestaande dubbelmandaat ook zitting in de Cultuurraad voor de Nederlandse Cultuurgemeenschap, die op 7 december 1971 werd geïnstalleerd en de verre voorloper is van het Vlaams Parlement.